# KLHL12
Protein giống Kelch 12 (tiếng Anh: Kelch-like protein 12) là protein ở người được mã hóa bởi gen KLHL12.

## Tương tác
KLHL12 có khả năng tương tác với RIT1 và CUL3.